# Cozate
Cozate (em turco: Hozat; em curdo: Xozat) é uma cidade e distrito da província de Tunjeli, na Turquia. O distrito tem 663 km² de área e em dezembro de 2021 tinha 5 590 habitantes (densidade: 8,4 hab./km²).

## História
No século X, Cozate era conhecida como Cozano (em grego: Χόζανον; romaniz.: Chozanon), e formou um tema após sua conquista pelo Império Bizantino logo após 938. Perto da cidade estão as ruínas da igreja de Erguém que, segundo Rudaw, foi erguida pelos armênios há 1300 anos.

## Subdivisões
Além de sua capital Cozate, o distrito tem 30 vilas no seu conjunto.
- Acpenar (Akpınar)
- Alanjeque (Alancık)
- Altenchevre (Altınçevre)
- Balcainar (Balkaynar)
- Bexelma (Beşelma)
- Bilecli (Bilekli)
- Boidaxe (Boydaş)
- Buslupenar (Buzlupınar)
- Calejique (Kalecik)
- Carabaquer (Karabakır)
- Carajacoi (Karacaköy)
- Carachavuxe (Karaçavuş)
- Cardelene (Kardelen)
- Cavuctepe (Kavuktepe)
- Chalarja (Çağlarca)
- Chaitaxe (Çaytaşı)
- Cherle (Çığırlı)
- Corucoi (Koruköy)
- Cusluja (Kozluca)
- Curucaimaque (Kurukaymak)
- Dalorene (Dalören)
- Dervisjemal (Dervişcemal)
- Guechinli (Geçimli)
- Ienidodu (Yenidoğdu)
- Incoi (İnköy)
- Iujeldi (Yüceldi)
- Saressalteque (Sarısaltık)
- Taxetle (Taşıtlı)
- Turctaner (Türktaner)
- Uzundal